# Козулька (Львовская область)
Козулька (укр. Козулька) — село в Жолковской городской общине Львовского района Львовской области Украины.
Население по переписи 2001 года составляло 197 человек. Занимает площадь 3,27 км². Почтовый индекс — 80352. Телефонный код — 3252.